# 大分市立野津原小学校
大分市立野津原小学校（おおいたしりつ のつはるしょうがっこう）は、大分県大分市大字野津原にある公立小学校である。

## 概要
大分市立野津原東部小学校、大分市立野津原中部小学校及び大分市立野津原西部小学校を統合し、旧野津原東部小学校の校地に2018年（平成30年）4月1日に開校した。
校名は、児童・生徒や野津原地区の住民から案を募集し、統合準備委員会で野津原小学校、のつはる小学校、野津原ななせ小学校の3案に、さらに大分市教育委員会で野津原小学校の1案に絞りこんだ上で、2017年（平成29年）6月に開催された大分市議会第2回定例会で条例改正案が可決されて野津原小学校に決定した。

## 沿革
- 2018年（平成30年）4月1日 - 開校[1]。
- 2018年（平成30年）4月9日 - 開校式挙行[5]。

## 通学区域
- 旧大分市立野津原東部小学校通学区

廻栖野の一部、入蔵の一部、野津原、福宗の一部、辻原の一部
- 旧大分市立野津原中部小学校通学区

入蔵の一部、福宗の一部、辻原の一部、竹矢、下原の一部、太田、沢田
- 旧大分市立野津原西部小学校通学区

下原の一部、上詰、高原、荷尾杵、今市
全域が大分市立野津原中学校の通学区域である。